# یوهات شاپ
یوهات شاپ (انگلیسی: Johann Tschopp؛ زادهٔ ۱ ژوئیهٔ ۱۹۸۲) دوچرخه‌سوار اهل سوئیس است.
از باشگاه‌هایی که در آن بازی کرده‌است می‌توان به تیم دوچرخه‌سواری فوناک، تیم دوچرخه‌سواری دیرکت انرژی، تیم بی‌ام‌سی، و آی‌ای‌ام سایکلینگ اشاره کرد.